# Jennifer Wexton
Jennifer Wexton, née le 27 mai 1968 à Washington, D.C., est une femme politique américaine. Membre du Parti démocrate, elle est élue pour représenter la Virginie à la Chambre des représentants des États-Unis le 6 novembre 2018. Elle entre en fonction le 3 janvier 2019 et siège jusqu'en 2025.

## Biographie

### Enfance et édiucation
Originaire de Leesburg, en Virginie, ses parents sont économistes pour, respectivement, le département du Trésor des États-Unis et la Commodity Futures Trading Commission. Elle est diplômée d'un baccalauréat universitaire de l'université du Maryland avant d'entrer à la William & Mary Law School du Collège de William et Mary à Williamsburg et d'y recevoir un Juris Doctor en 1995,. Là, elle est membre de la sororité Phi Delta Phi.

### Carrière politique
En 2001, elle devient Assistant Commonwealth's Attorney auprès du juge du comté de Loudoun. Elle se présente pour le poste de juge en 2011 mais elle perd contre le candidat sortant, Jim Plowman,.
Fin 2013, elle annonce se présenter au Sénat de Virginie, au siège libéré par Mark Herring (en), élu procureur général d'État. Elle remporte l'élection avec 53 % des voix face au républicain John Whitbeck et à l'indépendant Joe T. May, en janvier 2014. Elle est investie le 24 janvier, puis est réélue en novembre 2015 pour un mandat de quatre ans.
En avril 2017, Wexton annonce qu'elle se présente à la primaire démocrate pour le 10e district congressionnel de Virginie en vue des élections de 2018. En juin 2018, elle gagne la primaire et devient la candidate pour les élections, lors desquelles elle bat la représentante républicaine sortante Barbara Comstock, avec 56 % des voix.
En septembre 2023, après avoir été atteinte de paralysie supranucléaire progressive, elle annonce qu'elle ne concourra pas à sa réélection en 2024.

### Vie privée
Jennifer Wewxton épouse Andrew Wexton en 2001. Le couple a deux enfants.